# 21463 Nickerson
A 21463 Nickerson (ideiglenes jelöléssel 1998 HX78) a Naprendszer kisbolygóövében található aszteroida. A LINEAR projekt keretében fedezték fel 1998. április 21-én.